# Corbillos de los Oteros
Corbillos de los Oteros é um município da Espanha na província de León, comunidade autónoma de Castela e Leão, de área 31,84 km² com população de 259 habitantes (2004) e densidade populacional de 8,13 hab/km².

## Demografia
| Variação demográfica do município entre 1991 e 2004 | Variação demográfica do município entre 1991 e 2004 | Variação demográfica do município entre 1991 e 2004 | Variação demográfica do município entre 1991 e 2004 |
| --------------------------------------------------- | --------------------------------------------------- | --------------------------------------------------- | --------------------------------------------------- |
| 1991                                                | 1996                                                | 2001                                                | 2004                                                |
| 392                                                 | 318                                                 | 297                                                 | 259                                                 |